# MY Ady Gil
 MY Ady Gil (nome anterior Earthrace) foi uma embarcação movida a combustíveis renováveis, que também era adaptada ao uso de combustíveis comuns, projetada para quebrar o recorde mundial de Circum-navegação com lancha.

## Construção
Construído em 2004 na Nova Zelândia, o "Earthrace" nasceu com o objetivo de diminuir a poluição no ambiente (é movido a biodiesel) e fazer uma viagem de circum-navegação batendo quaisquer recordes já registados ou não. Essa embarcação possui capacidade de tripulação de apenas quatro a seis pessoas.
Conforme Peter James Bethune, que é o capitão, chegou a altura de pôr um fim à dependência do petróleo. Os combustíveis produzidos a partir de recursos sustentáveis são mais do que uma possibilidade, uma necessidade ambiental, sustenta. Com esse objetivo, em Março de 2008, o "Earthrace" (traduzível para algo como "Corrida da Terra") vai tentar mais uma vez provar que pode ser o melhor sem causar tanto estragos ao meio ambiente, nem que para isso se trate apenas de uma aposta experimental e socialmente comprometida. A grande aposta vai começar em Valência (Espanha), mas até lá, e já antes, o "Earthrace" correu ou vai correr muitas capelinhas para promover a sua aposta ambientalmente "altruísta". Passará por Vilamoura, no Algarve, à espera de visitantes que a troco de uma "contribuição" (três euros os adultos, dois as crianças e seis grupos familiares) queiram visitar o seu interior. Com 24 metros de comprimentoe, cheio de combustível, 23 toneladas de peso, o "Earthrace" tem como caracerística, para "vencer" o mar, furar ondas maior do que as convenientes para o seu discreto calado. Foi testado duas vezes, algures na Nova Zelândia, num mar pouco meigo com ondas de 12 metros de altura e ventos de 40 nós. Não soçobrou, nem ficou feito em bocados, mas quem ia lá dentro lá foi dizendo ter sido um "bombardeamento para os sentidos". O barco tem um design e uma estrutura nada comuns. Suplantar as difíceis condições do mar submergindo nas ondas maiores, e assim evitando perder tanta velocidade como um barco comum e poupando a estrutura a males maiores foram dois pontos de partida para a sua concepção. A ancoragem em vários portos de Espanha, França, Mónaco e Itália fazem parte da promoção da aposta que terá Valência como ponto de partida em Março de 2008, e que é bater o recorde mundial oficial da Union Internationale Motonautique para a circum-navegação do globo numa embarcação a motor.

## Acidente
Em 6 de janeiro de 2010, atuando em ativismo pela Sea Shepherd, o navio foi envolvido numa colisão no mar com o navio japonês Shōnan Maru 2, que estava em missão de segurança e apoio à frota de caça à baleias.